# Blablanga
Le blablanga (ou gema ou goi) est une des langues de Nouvelle-Irlande, parlée par 1 770 locuteurs dans Santa Isabel, dans le district de Maringe, les villages de Popoheo et Hovukoilo, dans les Salomon. Ses locuteurs emploient également le cheke holo (Maringe).